# Eufrônio
Eufrônio (português brasileiro) ou Eufrónio (português europeu) foi um oleiro e pintor de vasos grego de 500 a.C., notório integrante do Grupo Pioneiro.

## Biografia
Entre o século VI a.C. e as guerras contra os medos, a pintura de vasos conheceu grande prosperidade e simpatia. Eufrônio esteve entre os melhores desses pintores. Seu estilo é composto por um equilíbrio de forças, precisão no estudo dos corpos atléticos e liberdade e vigor na apresentação dos movimentos. Uma plástica surpreendente emana de suas representações de corpos perfeitos, onde a nudez atlética é valorizada por atitudes ou por algum hábil arranjo de roupagem.